# Craugastor escoces
A Craugastor escoces a kétéltűek (Amphibia)  osztályába, a békák (Anura) rendjébe és a Craugastoridae családjába tartozó kihalt faj.

## Elterjedése
Costa Rica területén volt honos. A természetes élőhelye tavak melletti mocsaras területek voltak.